# Bombylius facialis
Bombylius facialis är en tvåvingeart som beskrevs av Cresson 1919. Bombylius facialis ingår i släktet Bombylius och familjen svävflugor. Inga underarter finns listade i Catalogue of Life.